# Abdel Kader Gueye
Pour les articles homonymes, voir Gueye.
 (juin 2009).
Le général de division Abdel Kader Guèye, né le 4 janvier 1949 à Dakar au Sénégal, est un officier général sénégalais ayant exercé les fonctions de Sous-Chef d'état-major général des Armées.

## Formation
Abdel Kader Gueye a fait ses études primaires à l'école « Biscuiterie de Médina », puis a fréquenté le lycée Blaise Diagne de la 6e à la Terminale. Il obtient son baccalauréat de l'enseignement du second degré, série A3 en 1970.
Il prépare ensuite le concours de Saint-Cyr à la corniche Bournazel du lycée Dumont-d'Urville de Toulon où il obtient un diplôme universitaire d'études littéraires (en espagnol) et intègre en 1972 l'École spéciale militaire de Saint-Cyr.
De 1972 à 1974, il est élève-officier appartenant à la promotion no 159 de Linares. Son commandant d'école à l'époque était le général de brigade Jacques de Barry. Il est aussi de la même promotion que les militaires sénégalais suivants : Antou Pierre Ndiaye, Demba Moussa Diallo, Alioune Diop.
De 1974 à 1975 il suit les cours de l'École d'application de l'infanterie en France.
De 1982 à 1983 il est à l'École d'état-major des Forces armées royales au Maroc et enfin l'École supérieure de guerre de l'Armée de terre en France de 1988 à 1990.

## Carrière
- 1975-1977 : Commandant de brigade et directeur des promotions à l'École nationale des sous-officiers d'active.
- 1977-1980 : Aide de camp du Premier ministre.
- 1981-1982 : Aide de camp du président de la République.
- 1983-1985 : Commandant de compagnie (1re Compagnie de fusiliers voltigeurs).
- 1985 : Commandant de brigade à la Division d'application de l'infanterie.
- 1987-1988 Chef de la division Instruction sports du Chef d'état-major général des armées.
- 1990-1992 Chef de corps du 5e Bataillon d'infanterie.
- 1992-1993 Chef de corps du 1er Bataillon d'infanterie.
- 1993-1994 Chef de la division Opérations de l'état-major de l'Armée de terre.
- 1994-1995 Chef de la division Logistique de l'état-major particulier du président de la République.
- 1er janvier 1996 - 15 avril 1999 : Commandant de la zone militaire no 4.
- 1er juin 1999 - 21 août 2003 : Attaché militaire naval et de l'Air près l'ambassade du Sénégal en France avec extension de juridiction en Allemagne et au Royaume-Uni
- 27 août 2003 - 31 juillet 2008 : Sous-chef d'état-major général des Armées

## Décorations

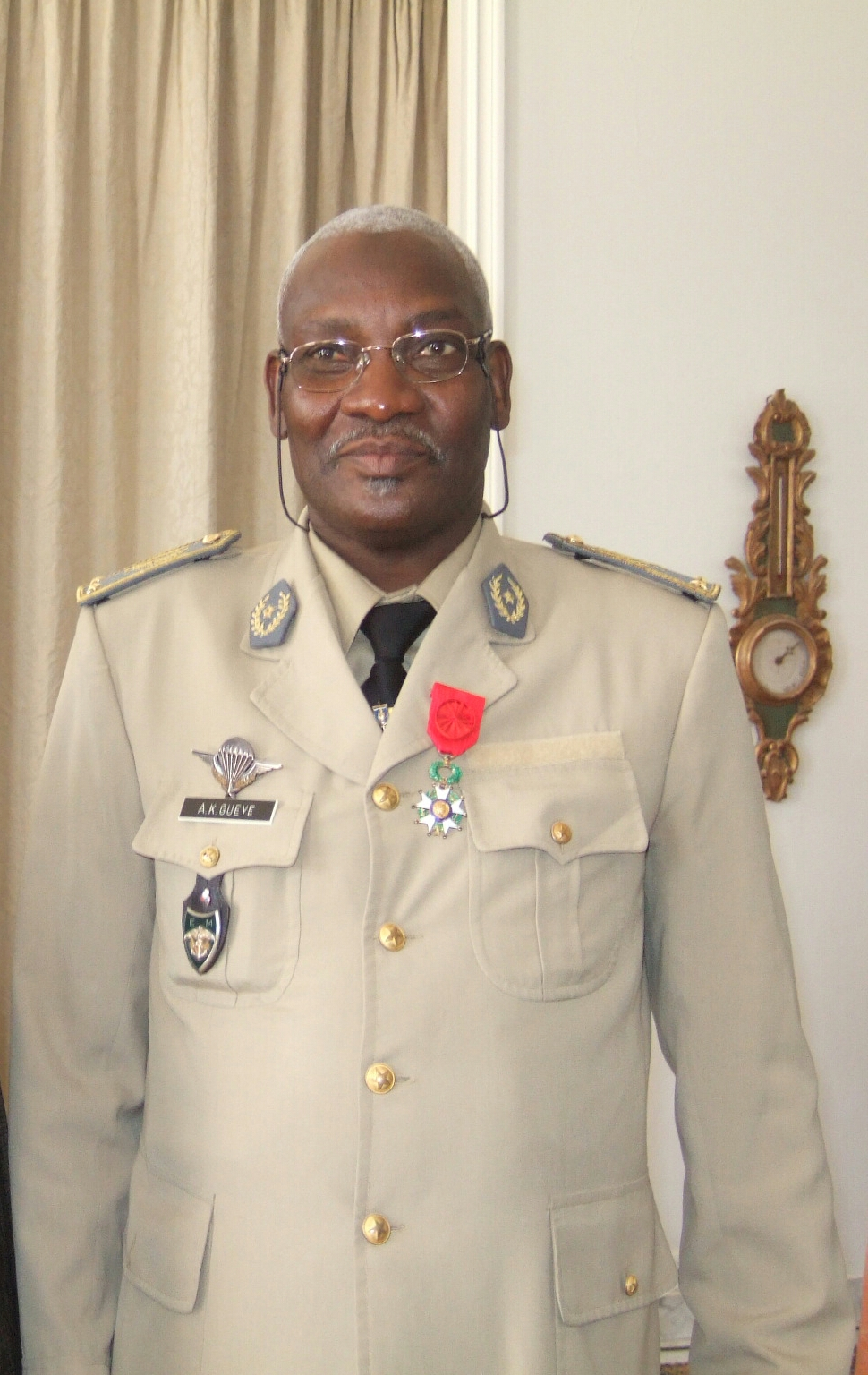
Le général Guèye arborant la croix et le ruban de la Légion d'honneur

- Commandeur de l'ordre national du Lion du Sénégal
- Officier de l'ordre du Mérite
- Croix de la Valeur militaire avec étoile d'argent
- Médaille d'honneur de la Gendarmerie nationale du Sénégal
- Médaille d'honneur de l'Armée de terre du Sénégal
- Officier de l'ordre du Ouissam alaouite (Maroc)
- Médaille de l'ONU (MINUAR)
- Officier de l'ordre national du Mérite (France)
- Officier de la Légion d'honneur (France)